# Tijaniyyah
Tijaniyyah (în limba arabă: الطريقة التجانية, romanizat: Al-Ṭarīqah al-Tijāniyyah) este o confrerie sufită originară din Maghreb și răspândită în Africa de Nord și Africa de Vest, în special în Senegal, Gambia, Mauritania, Guineea, Coasta de Fildeș, Mali, Nigeria, Niger, Ciad, Burkina Faso și Ghana. De asemenea, există comunități Tijani și în America de Nord, Europa de Vest sau India (Kerala). Este una dintre cele mai răspândite și mai influente mișcări islamice din întreaga lume. Fondatorul acestei confrerii este Ahmad Al-Tijani (1737-1815), decedat în Fes, Maroc.

## Istorie
Fondatorul confreriei, Ahmad Al-Tijani s-a născut în anul 1737 în comuna Aïn Madhi din Algeria. A plecat de tânăr la studii la Fes, un important centru de învățământ religios al Maghrebului, unde a fost inițiat în sufism. Și-a continuat ulterior studiile în Tunis și Cairo, ajungând și la Mecca în pelerinaj. După numeroase călătorii în care a interacționat cu mai mulți învățați, mistici și maeștri sufi, Ahmad Al-Tijani s-a stabilit în oaza Abi Samghun (Boussemghoun) din Algeria. Tradiția confreriei consemnează faptul că în această oază, Ahmad Al-Tijani a avut viziunea întâlnirii cu Profetul Mahomed, în jurul anului 1781-1782. În urma acestei experiențe mistice, Al-Tijani a susținut că a primit o serie de învățături secrete de la Profet și porunca de a fonda o nouă confrerie (tariqah). Astfel a luat naștere confreria Tijaniyyah. Ahmad Al-Tijani a continuat să trăiască încă 15 ani în Abi Samghun, timp în care a adunat o serie de discipoli, iar în 1796 a plecat la Fes. Acolo l-a întâlnit pe sultanul Mawlay Sulayman, care l-a apreciat ca învățat și l-a numit în consiliul său personal de sfătuitori. Având sprijinul sultanului, Ahmad Al-Tijani a fondat o lojă (zawiya) pentru ritualurile confreriei și a numit o serie de misionari (muqqadam) pentru a răspândi mesajul său, ajungând în zone precum Algeria, Tunisia, Egipt sau Mecca și Medina. Al-Tijani a decedat în anul 1815 la Fes.
Confreria a fost introdusă în Africa de Vest, unde a avut cel mai mare succes, chiar în timpul vieții lui Ahmad Al-Tijani. Unul dintre ucenicii săi, Muhammad Al-Hafiz, ar fi ajuns în Mauritania încă din jurul anului 1789. Ulterior, Sidi Mawlud Val, discipol al lui Muhammad Al-Hafiz și Muḥammad al-Ghali, un alt muqqadam, sunt cei care l-au inițiat în confrerie pe Al-Hajji Umar Tall (1796-1864). Acesta a primit titlul de muqaddam și calif al regiunii Sudanului, inițiind o serie de campanii militare împotriva animiștilor africani și a francezilor ce s-au desfășurat în paralel cu extinderea confreriei. Umar Tall a creat Imperiul Toucouleur, aducând sub stăpânirea sa mare parte din zona actualului Mali. În acest fel, confreria Tijaniyyah a reușit să se instaleze în Mali și să se răspândească în regiunile apropiate, în special în Senegal și Guineea.
În Senegal, Maba Diakhou Ba (1809-1867), a inițiat o serie de campanii militare împotriva francezilor, pe modelul lui Umar Tall, pe care l-a întâlnit în persoană, inițiindu-se în confrerie. Datorită acestui fapt, Tijaniyyah a început să fie asociată cu lupta împotriva invadatorilor și a colonialiștilor europeni. În același timp, confreria s-a răspândit și datorită activității unor misionari (muqqadam) ca Malick Sy (1853-1922). Acesta a fondat o zawiya celebră la Tivaouane, transformând orașul într-un important centru Tijaniyyah, dar și centru educativ și cultural. 
Un alt muqqadam celebru din Senegal a fost Abdoulaye Niass (1840-1922). El este cel ce a pus bazele acelei zawiya de lângă actualul Kaolack, transferată și extinsă de către fiul său, renumitul Ibrahim Niass (1900-1975). Acesta din urmă este considerat cel mai important reprezentant al confreriei din secolul XX și fondatorul ramurii Ibrahimiyyah sau Fayda Tijaniyyah. Datorită activității sale, a fiilor și nepoților, confreria s-a răspândit mult în Senegal, Nigeria, Ghana, Niger și chiar în Occident.
Există și o confrerie desprinsă din Tijaniyyah. Este vorba de Hamallayyah, fondată de Hamahullah bin Muhammad bin Umar (1884-1943) din Nioro, Mali. Aceasta este prezentă și în alte state ca Senegal, Coasta de Fildeș, Burkina Faso sau Niger. Cei mai cunoscuți adepți ai acesteia sunt învățatul Tierno Bokar (1875-1939) și istoricul și etnologul Amadou Hampâté Bâ (1901-1991).

## Practici și ritualuri
Membrii confreriei Tijaniyyah se disting printr-o serie de practici și ritualuri. Atunci când cineva intră în confrerie primește de la un muqqadam mai multe porunci (să împlinească cele cinci rugăciuni zilnice și toate obligațiile islamice, să-și asculte părinții, să nu urmeze altă confrerie), dar și litaniile (awrad) pe care trebuie să le recite zilnic de două ori pe zi: înainte de răsărit și înainte de apus. Fiecare membru al confreriei recită aceste litanii singur și participă, dacă are posibilitatea, măcar la o recitare colectivă pe zi (wazifa) organizată într-o moschee sau lojă (zawiya). În fiecare vineri după-amiaza, înainte de apus, se organizează Ḥaḍarat al-Jumʿah, cea mai importantă adunare săptămânală de recitare, diferită de Rugăciunea de Vineri de la amiază.